# Herbert Richmond
Sir Herbert William Richmond (Beavor Lodge, Hammersmith, 15 de setembro de 1871 – Cambridge, 15 de dezembro de 1946) foi um militar naval e professor britânico, lecionando na Universidade de Cambridge, de história naval, com o título de Vere Harmsworth Professor of Imperial and Naval History. 